# Estany Redó (Cabdella)
L'Estany Redó és un llac d'origen glacial a 2.411 m, a la capçalera de la vall Fosca, al Pallars Jussà, al nord-oest del poble de Cabdella, en el terme municipal de la Torre de Cabdella. La seva conca està formada pels contraforts nord-occidentals del Pic Salado. Pertany al grup de llacs d'origen glacial de la capçalera nord-oriental del riu de Riqüerna, a través del barranc de Francí, al voltant del Pic Salado. Rep les aigües directament de la muntanya, i les aboca a l'Estany de Travessan.